# یواس‌اس دیل دبلیو پیترسون (دی‌ای-۳۳۷)
یواس‌اس دیل دبلیو پیترسون (دی‌ای-۳۳۷) (به انگلیسی: USS Dale W. Peterson (DE-337)) یک کشتی بود که طول آن 306 feet (93.27 m) بود. این کشتی در سال ۱۹۴۳ ساخته شد.